# Гетман Иван Мазепа (корвет)
«Ге́тман Ива́н Мазе́па» (укр. F211 «Гетьман Іван Мазепа») — украинский корвет турецкого типа «Ада» (проекта MILGEM). Бортовой номер в составе ВМС Украины — F211. Получил название в честь украинского деятеля времен Войска Запорожского, гетмана Ивана Мазепы. Данное имя недолго носил бронепалубный крейсер типа «Богатырь» военного флота Украинской народной республики.

## История
В 2020 Украина и Турция заключили контракт на закупку корветов типа «Ада». По нему Турция должна построить первый корабль на своих мощностях до состояния 80 % готовности, а затем корвет должен быть дооснащен на Украине. Второй (и последующие корабли) должен был строиться уже на мощностях украинского завода «Океан» с привлечением турецких специалистов.
В июле 2021 года сообщалось о закладке первого корпуса в Турции для Украины, к декабрю готовность первого корвета достигла 75 %.
Планировалось, что до конца 2022 года корвет будет доставлен в Украину, а уже в 2023 году будет заложен второй корабль, но этому помешала полномасштабная война России против Украины и было принято решение полностью достроить корабль на мощностях в Турции.
18 августа 2022 года Президент Украины присвоил корвету имя «Гетман Иван Мазепа».
2 октября 2022 года в присутствии Первой леди Украины состоялась официальная церемония спуска корвета на воду на судостроительной верфи в Стамбуле.
2 июля 2023 года командующий Военно-Морских Сил Вооруженных Сил Украины вице-адмирал Алексей Неижпапа заявил, что корвет «Гетьман Иван Мазепа» должен войти в состав украинского военного флота в следующем году.